# Abdulrahman Al-Qahtani
Abdulrahman Al-Qahtani (Dammam, 22 maggio 1983) è un ex calciatore saudita, di ruolo centrocampista.

## Carriera

### Club
Comincia a giocare all'Al-Ettifaq. Nel 2007 passa all'Al-Ittihad. Nel 2008 torna all'Al-Ettifaq. Nel 2010 si trasferisce all'Al-Nassr. Nel 2013 viene acquistato dall'Al-Fateh.

### Nazionale
Ha debuttato in nazionale il 25 gennaio 2005, nell'amichevole Arabia Saudita-Tagikistan (3–0). Ha messo a segno la sua prima rete con la maglia della nazionale il 27 giugno 2007, nell'amichevole Singapore-Arabia Saudita (1–2), in cui ha siglato la rete del momentaneo 0-1. Ha partecipato, con la nazionale, alla Coppa d'Asia 2007. Ha collezionato in totale, con la maglia della nazionale, 21 presenze e due reti.

## Palmarès

### Club

#### Competizioni nazionali
- Coppa del Principe Faysal bin Fahd: 2

Al.Ettifaq: 2002-2003, 2003-2004
- Supercoppa saudita: 1

Al-Fateh: 2013

#### Competizioni internazionali
- Coppa dei Campioni del Golfo: 1

Al-Ettifaq: 2006